# Complesso monumentale di Santa Sofia

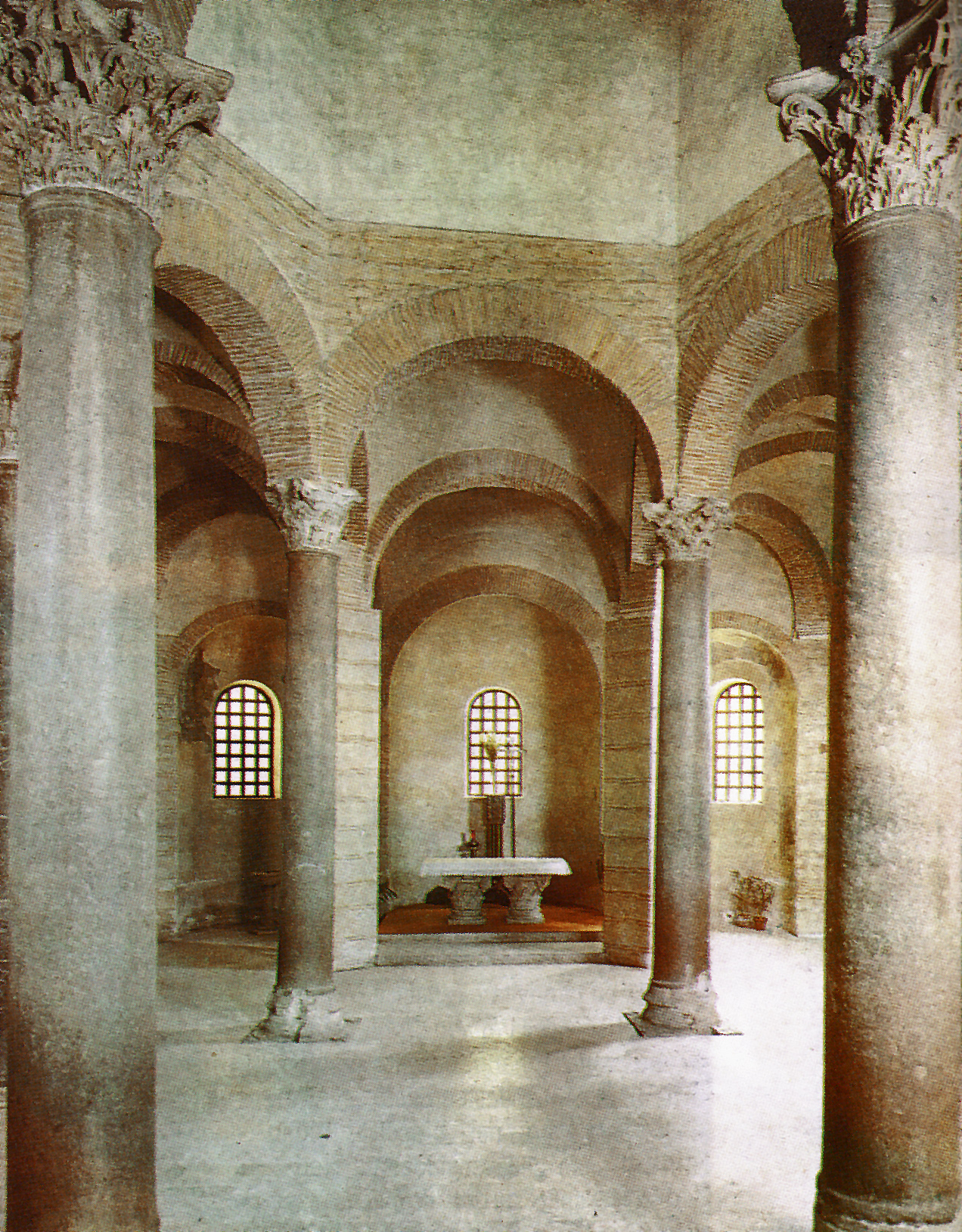
La chiesa longobarda

Il complesso monumentale di Santa Sofia si affaccia sull'omonima piazza a Benevento, presso corso Garibaldi; comprende la chiesa, una delle più importanti della Langobardia Minor giunte fino ai giorni nostri, il campanile antistante, l'ex monastero con un bel chiostro, la fontana al centro dell'area.
Fa parte del sito seriale "Longobardi in Italia: i luoghi del potere", comprendente sette luoghi densi di testimonianze architettoniche, pittoriche e scultoree dell'arte longobarda, iscritto alla Lista dei patrimoni dell'umanità dell'UNESCO nel giugno 2011.

## Storia

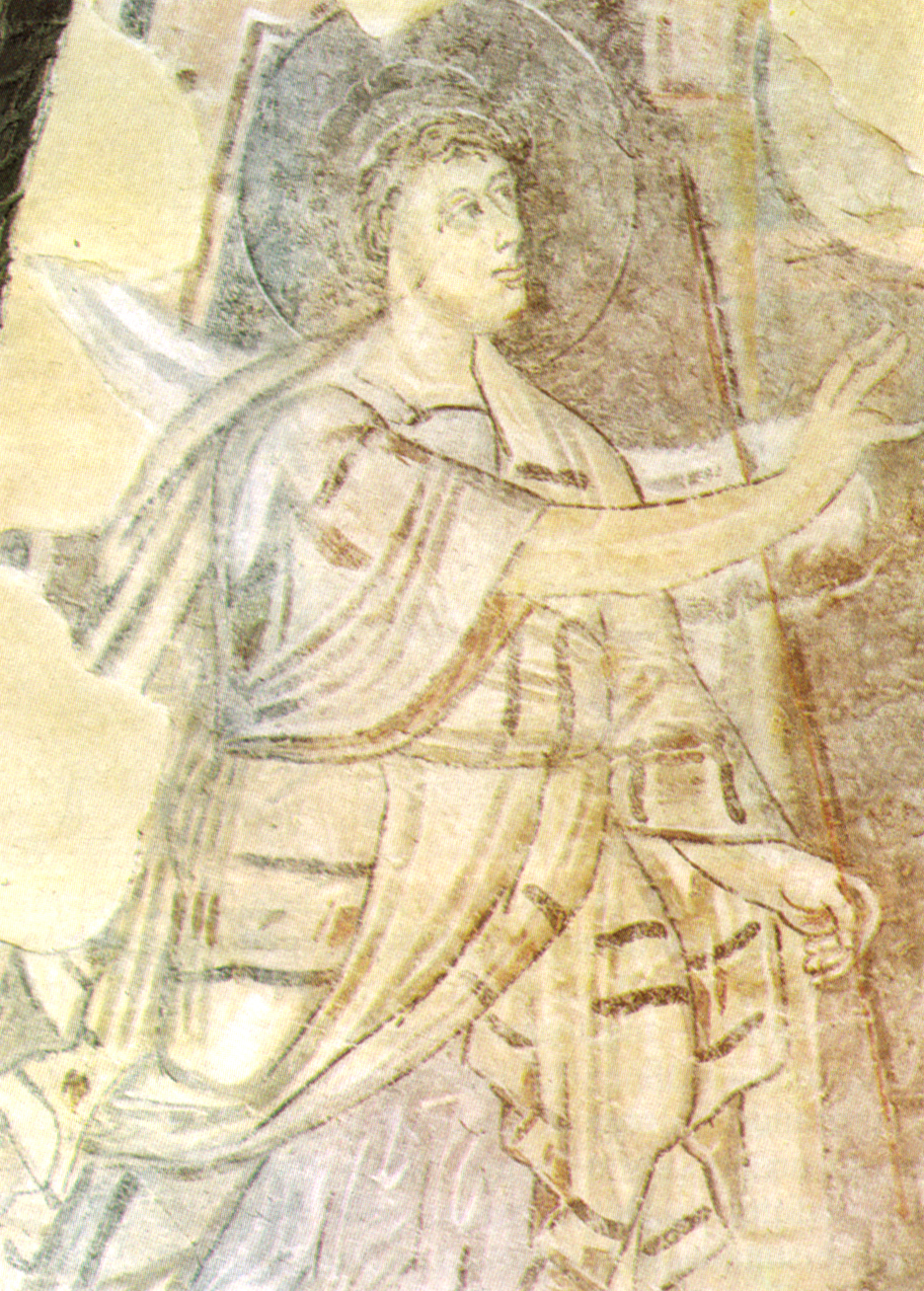
Annuncio a Zaccaria (particolare), affresco nell'abside

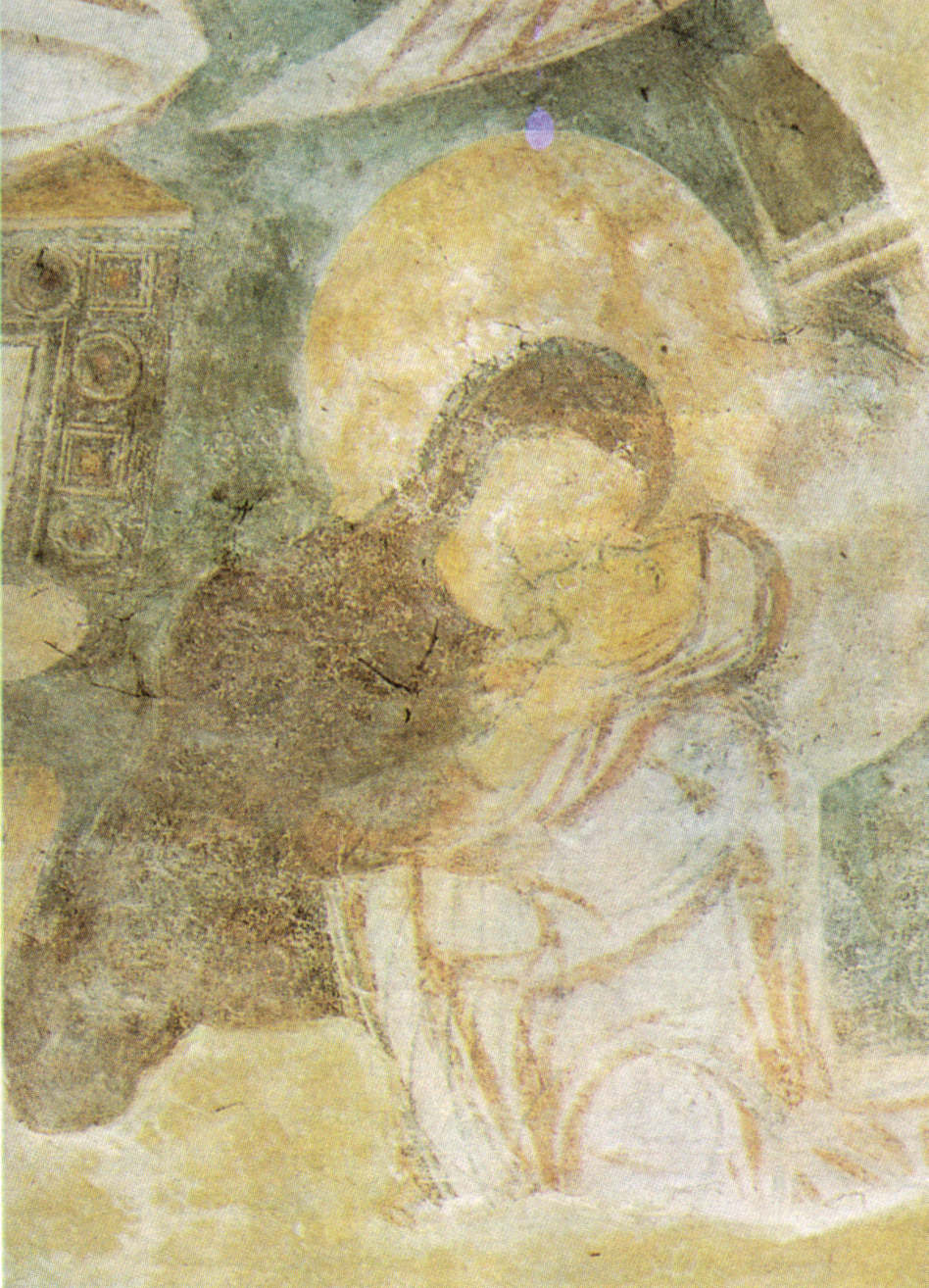
Affresco della Visitazione

Il complesso di Santa Sofia si sviluppò intorno alla chiesa, fondata dal duca longobardo Arechi II intorno al 760. Dopo la sconfitta di Desiderio ad opera di Carlo Magno (774) divenne tempio nazionale dei Longobardi, che nel Ducato di Benevento avevano trovato rifugio.
Proprio nel 774 la chiesa fu dedicata alla divina sapienza (Sofia) di Cristo, con una donazione; Arechi vi annesse anche un monastero femminile benedettino che divenne, attorno al XII secolo, una delle più importanti dell'Italia meridionale. Attorno a questo periodo, ad opera dell'abate Giovanni IV il Grammatico, capo del monastero dal 1119, subì le prime modifiche: furono infatti aggiunti un campanile romanico sulla sinistra della facciata e un protiro a quattro colonne davanti alla porta d'ingresso, con un bassorilievo ora posizionato nella lunetta sovrastante l'ingresso.
Nel 1595 i benedettini abbandonarono il monastero. Gravi danni subì poi la chiesa durante il terremoto del 5 giugno 1688, che provocò il crollo delle aggiunte medievali e della cupola primitiva, e poi ancora a causa del sisma del 14 marzo 1702. Già in quest'occasione il cardinale Orsini, futuro papa Benedetto XIII, volle che la chiesa fosse ricostruita secondo il gusto barocco: nei lavori di restauro, affidati dal 1705 all'ingegnere Carlo Buratti, la pianta fu trasformata da stellare a circolare, furono costruite due cappelle laterali, fu cambiato l'aspetto dell'abside, della gacciata, dei pilastri. Furono inoltre distrutti quasi del tutto gli affreschi di artisti legati alla Scuola di miniatura beneventana (fine VIII - inizio IX secolo) che ricoprivano la chiesa, dei quali restano solo alcuni frammenti con Storie di Cristo e della Vergine.
Dopo l’Unità d’Italia , a seguito del Regio Decreto 7 luglio 1866 nº 3036 e del successivo Decreto attuativo 21 luglio 1866 nº 3070, con cui si stabiliva la soppressione delle case di ordini, corporazioni e congregazioni religiose, fu avviato l’iter per l’incameramento dei beni del Convento allora occupato dai cosiddetti “Ignorantelli”, cioè i Fratelli delle Scuole Cristiane.
La presa di possesso fu materialmente eseguita il 20 novembre, con la compilazione del “Verbale di presa di possesso e formazione d’inventario”.
Il 13 giugno 1872 il notaio Vincenzo Compatangelo rogava il Verbale di cessione, da parte dell’Amministrazione del Fondo per il Culto a favore del Municipio di Benevento, dell’intero fabbricato del Convento delle Scuole Cristiane erette in Benevento.
Il 4 maggio 1919, con rogito notarile redatto dal Notaio Domenico Mele, venne stipulato un Atto di donazione da parte del Comune di Benevento a favore dell’Orfanotrofio Vittorio Emanuele III (estremi della registrazione: N° 1206, Mod. I°, Vol. 178, registrato a Benevento lì 23 maggio 1919).
All’art. 1 di tale atto è riportato che il Comune di Benevento “trasferisce tutti i descritti e confinanti beni meno il Campanile, il quale resta di proprietà del Comune, in piena proprietà dell’Ente Orfanotrofio Maschile Vittorio Emanuele III° in Benevento”.
Infine, con atto notarile datato 17 aprile 1939 rogato dal Notaio Errico Marinaro, l’Orfanotrofio cedette l’ex convento all’Amministrazione Provinciale.
In verità i documenti sopra richiamati lasciano spazio a letture e interpretazioni diverse circa la reale consistenza dei beni oggetto dei vari passaggi di proprietà. Attualmente gli ambienti conventuali sono di proprietà dell’Amministrazione Provinciale di Benevento e sede centrale del Museo del Sannio, la Chiesa risulta di proprietà del FEC (Fondo Edifici di Culto) nonché sede dell’omonima parrocchia (che nella seconda metà del secolo scorso ha acquisito il titolo dell’antica parrocchia del Santissimo Salvatore), mentre il campanile è di fatto acquisito al patrimonio del Comune di Benevento.
Un discusso intervento di restauro nel 1951 ripristinò scrupolosamente, sulla base dei documenti disponibili, le absidi e l'originale pianta della chiesa longobarda ed eliminò le cappelle settecentesche; tuttavia lasciò quasi immutata la facciata barocca.

## La chiesa
La chiesa di Santa Sofia presenta una pianta centrale molto originale: al centro sei colonne sono disposte ai vertici di un esagono e collegate da archi che sorreggono la cupola. L'esagono interno è poi circondato da un anello decagonale con otto pilastri e due colonne ai fianchi dell'entrata. Non meno originale è la forma delle pareti. La zona delle tre absidi è circolare, ma nella porzione centrale ed anteriore le mura disegnano parte di una stella, interrotta dal portone, con quattro nicchie ricavate negli spigoli. La facciata presenta, dal restauro settecentesco, degli spioventi ricurvi.
Degli affreschi originari, dai colori vivaci, che una volta ricoprivano tutto l'interno della chiesa, sono rimasti alcuni frammenti nelle due absidi laterali: l'Annuncio a Zaccaria, Zaccaria muto, l'Annunciazione e la Visitazione alla Vergine.

## Il monastero

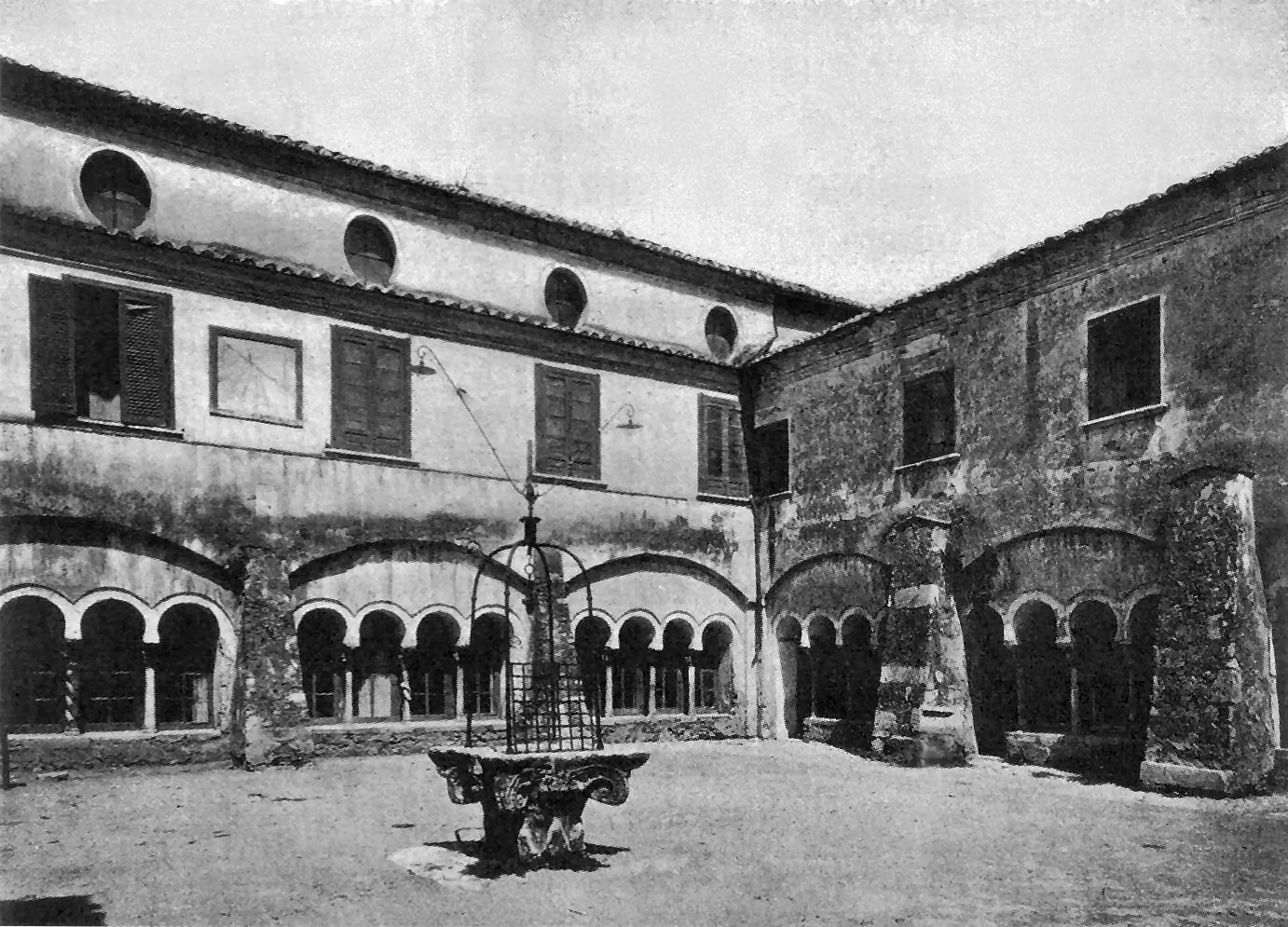
Il chiostro in una foto di inizio Novecento

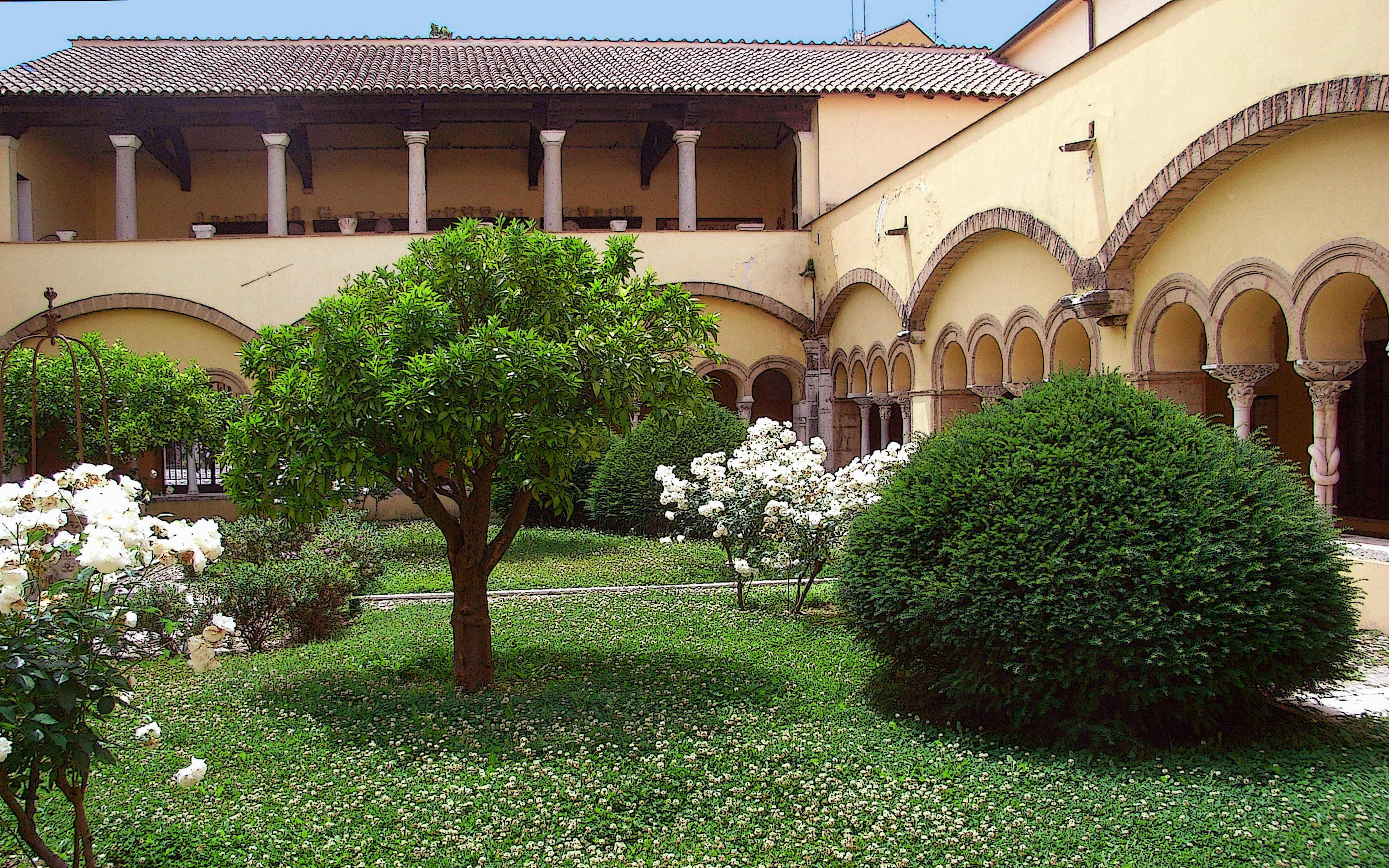
Il chiostro oggi

Il monastero annesso alla chiesa oggi esistente è stato costruito tra il 1141e il 1177 dall'abate Giovanni IV, in parte con frammenti di quello precedente dell'VIII secolo, distrutto dal terremoto del 986. Cfr. ELIO GALASSO, Il  Chiostro di Santa Sofia in Benevento. Giardino di delizie, Roma, ElKozeh Editore, 2020.
La sua parte più notevole è il chiostro, dalla struttura romanico-campana arricchita dal gusto arabo. È a pianta quadrangolare, composto da quindici quadrifore ed una trifora, che, nell'angolo a sud, ripiegando con la quadrifora dell'altro lato per dare spazio alla chiesa, forma un angolo sporgente di bell'effetto, esistente forse già nel primo chiostro costruito intorno all'VIII secolo. Al centro del giardino, un capitello incavato funge da pozzo.
Le aperture del chiostro sono adornate da 47 colonne di granito, calcare ed alabastro, ciascuna con la sua caratteristica, che su ciascuno dei lati si inseguono in una prospettiva composita. Poggiate su basi alte 50 cm, dimostrano il gusto creativo teso all'originalità dell'opera, tipico del tempo, come i capitelli e i pulvini elaboratissimi, sfaccettati con le figurazioni più impensate: fogliame, allegorie, profili di figure umane e di animale, colte in momenti di vitalità e di forza. A partire dall'entrata dell'abbazia situata a sinistra della chiesa e procedendo in senso antiorario, si riconoscono tre sequenze, ad opera di tre monaci, definiti da Elio Galasso: Maestro dei Mesi, per la raffigurazione dei lavori agresti dell'anno (di cui restano quelli da giugno a dicembre), Maestro dei Draghi e Maestro della cavalcata di Elefanti.
Gli archi delle aperture sono a sesto ribassato, di gusto moresco. Essi sostengono la terrazza al piano superiore, con la suggestiva passeggiata su cui si aprono le stanze dell'ex monastero, che hanno subito svariati restauri e ammodernamenti.
Sotto Arechi II e la moglie Adelperga, che protesse gli studi di Paolo Diacono, nel monastero fiorirono le dispute dottrinali e le ricerche umanistiche, che continuarono nei secoli seguenti, al punto che, intorno al Mille, esso fu centro di attività tale da annoverare ben 32 dottori delle arti liberali.
Lo Scriptorium di Santa Sofia elaborò anche la famosa "lettera beneventana" (scrittura beneventana) derivata dai caratteri longobardi ed usata poi in codici e documenti, fino a tutto il XIII secolo, in tutte le regioni del Mezzogiorno, escluse Lucania e Calabria, fino alla Dalmazia ed alle isole Tremiti.
L'ex monastero è ora sede Museo del Sannio (insieme alla Rocca dei Rettori); possiede una raccolta di reperti archeologici (tra cui molti resti dell'antico tempio di Iside, come uno dei due obelischi), reperti medievali, armi, ceramiche, archivi monastici e comunali, monete, medaglie, stampe e una pinacoteca con sculture e dipinti dal Cinquecento al Novecento (Cfr. ELIO GALASSO, Tra i Sanniti in terra beneventana (1983), e Tra i Sanniti Il Museo del Sannio a Benevento: le sedi monumentali e il Dipartimento di Archeologia (1991).
Per volere del cardinale Giuliano della Rovere (poi papa Giulio II), commendatario di Santa Sofia, tra il 1471 e il 1484 l'area antistante la chiesa fu chiusa da un muro di cinta di forma ellittica (su cui fu apposta un'epigrafe recante la data 1495). La Bulla riedificationis seu restaurationis, exarnationis ac dedicationis insignis eclesiae S.Sophiae Beneventi eiusque altarium del 30 aprile 1701 elenca fra i vari interventi di ricostruzione progettati dopo il terremoto del 1688, la distruzione di questo muro, che avvenne nel 1705 ad opera dell'architetto Buratti. Allo scopo di ampliare la via d'accesso al monastero, questi volle al suo posto mura più informi, con al centro un portale monumentale, visibile in varie riproduzioni di artisti della seconda metà del XVII secolo.
All'esterno del muro era addossata una fontana pittoresca che ricordava la munificenza dell'Orsini, abbellita da un bassorilievo rappresentante il Ratto delle Sabine, ora conservato nell'atrio del Palazzo Paolo V. Muro e fontana furono distrutti nel 1809, durante il principato di Talleyrand a Benevento.
Scavi successivi hanno individuato alcuni tratti di questo muro e la canaletta di scolo della fontana, nonché una serie di apprestamenti legati all'attività di un cantiere edile del XVIII secolo: ad est, verso l'attuale palazzo Petrucciani, sono stati trovati una vaschetta circolare di decantazione ed una fossa rettangolare, relativi ai lavori di restauro della chiesa e del campanile.

## Il campanile

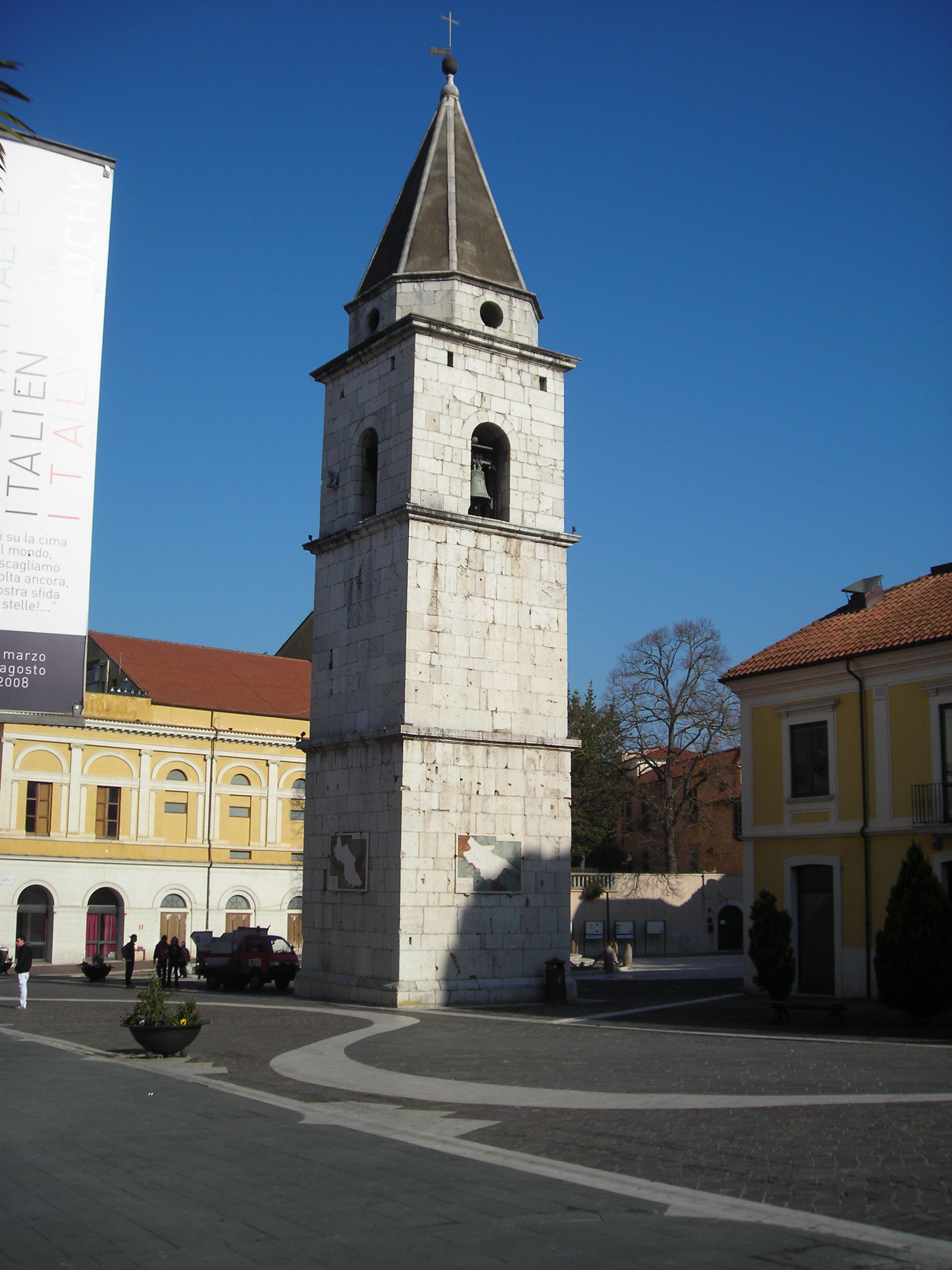
Il campanile.

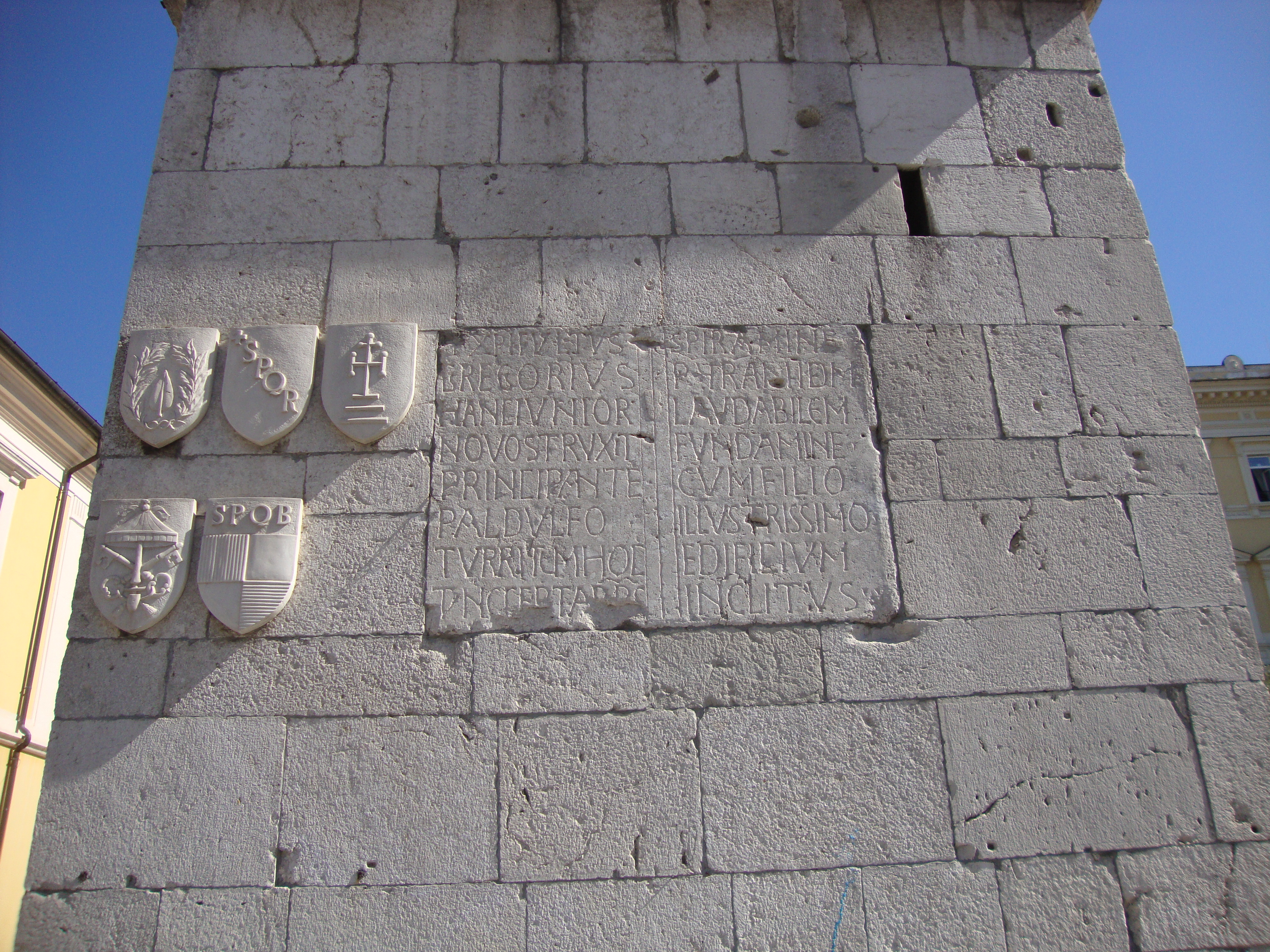
L'iscrizione di Gregorio II, affiancata dagli stemmi moderni delle dominazioni succedutesi a Benevento.

Il primo campanile fu costruito da Gregorio II, abate di Santa Sofia tra il 1038 ed il 1056, sotto il principato di Pandolfo III di Benevento, come si legge da un'epigrafe metrica scritta in caratteri longobardi, in una lapide incastrata nella parete occidentale di quello attuale, e proteggeva il sepolcro di Arechi II.
Si riportano la trascrizione e la traduzione di questa antica epigrafe.
Il primo campanile crollò con il terremoto del 5 giugno 1688, rovinando sull'atrio monumentale costruito nel XII secolo. Il nuovo campanile fu ricostruito nel 1703, in una posizione diversa da quella originale, nell'ambito delle mura che allora recingevano il convento e il giardino. All’interno del campanile è conservata la lapide del 1703, riportante l’epigrafe incisa in occasione della ricostruzione del 1703 a cura del Cardinale Orsini, futuro Papa Benedetto XIII. La lapide, precedentemente posta sulla parete esterna esposta a mezzogiorno, è larga 78 cm e alta 66 cm.
Si riportano la trascrizione e la traduzione dell'epigrafe.
Nel 1915 rischiò di essere abbattuto dall'amministrazione comunale, che lo riteneva un ingombro inutile, e non affatto un'opera d'arte da conservarsi; ma Corrado Ricci si adoperò presso il ministero competente affinché non venisse compiuta tale opera di distruzione.
Sulle pareti del campanile nel 1936 furono poste due mappe (opera dello scultore Michelangelo Parlato su ricostruzione grafica di Alfredo Zazo) rappresentanti l'una il Sannio antico, l'altra il longobardo Ducato di Benevento. Sempre in età contemporanea sono stati posti cinque stemmi che rappresentano altrettante dominazioni succedutesi a Benevento (sanniti, romani, longobardi, Stato Pontificio, comune di Benevento dopo l'unità d'Italia).

## La fontana

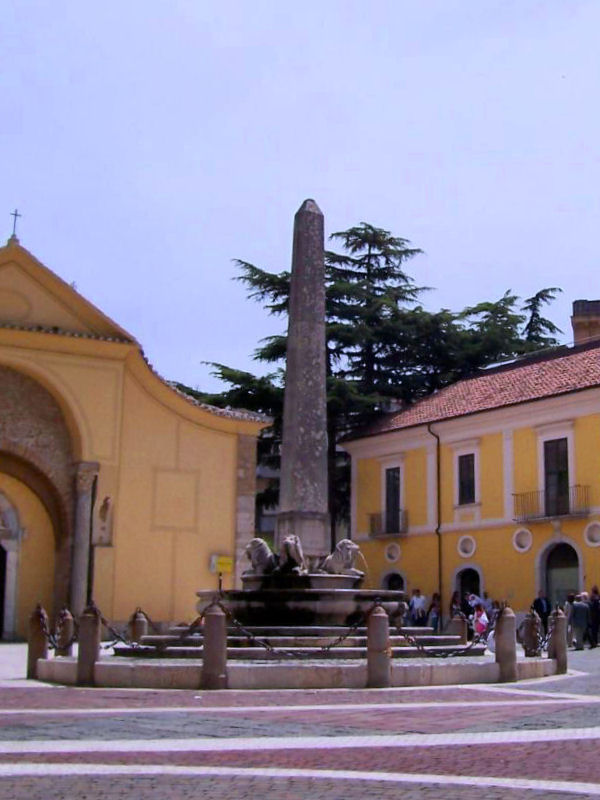
La fontana Chiaromonte

Creato nel 1806 principe di Benevento, il Talleyrand si propose di restaurare i più importanti monumenti cittadini. Su proposta del governatore Louis de Beer, una volta sgomberata l'area antistante la chiesa di Santa Sofia, egli vi fece costruire la fontana oggi esistente.
Progettata dall'architetto Nicola Colle De Vita, è costituita da una vasca circolare al cui centro si erge un obelisco, sulla schiena di quattro leoni dalla cui bocca sgorga l'acqua. L'obelisco era sormontato da un globo con sopra l'aquila imperiale, emblema della Francia napoleonica, in bronzo. Alla facciata meridionale dell'obelisco si leggeva l'iscrizione: Carolo Maurizio / Optimo Principi / Pro publico curato bono Cives Beneventani / D. /A. MDCCCIX. La realizzazione dell'opera costò 2.000 ducati. La piazza, dedicata al Talleyrand (il suo nome era piazza Carlo Maurizio), fu donata dal principe al Comune con atto pubblico, il 21 aprile 1810.
Dopo il 1815, con l'avvento della Restaurazione, l'epigrafe fu poi raschiata via, anche se qualche traccia si scorgeva sotto la scritta Fontana Chiaromonte - Pio VII con cui la fontana fu dedicata al Papa (la parola fontana, invece che col t, era stata incisa col d; fu corretta in seguito). All'aquila imperiale venne sostituito il triregno dei papi con le somme chiavi e, successivamente, questo fu sostituito con lo stemma d'Italia.
Tra gli ultimi lavori di risistemazione della piazza si sono lasciati sui lati della fontana due oblò in vetro da cui è possibile vedere le rovine sottostanti. Tuttavia nel giugno 2014 sono iniziati dei lavori di rimozione degli oblò in quanto usurati e di conseguenza pericolosi per i passanti.
Alla piazza, a partire dalla sua realizzazione nel 1809, sono stati assegnati diversi toponimi:
1) Piazza Carlo Maurizio (in onore di Charles-Maurice de Talleyrand-Périgord, Principe di Benevento), dal 1806 al 1814;
2) Piazza Pia (in onore di Pio VII, Papa all’epoca della Restaurazione) dal 1814, presumibilmente fino al 1822;
3) Largo di Santa Sofia, dal 1823 fino all'Unità d'Italia;
4) Piazza Principe Umberto, dopo l'Unità d'Italia, verosimilmente fino al 1920;
5) Piazza Santa Sofia, dopo il 1920 fino al dopoguerra; nei primi anni del 1900 tale piazza veniva chiamata dal popolo anche Largo San Giovenale;
6) Piazza Giacomo Matteotti, dal dopoguerra fino al 1990;
7) Piazza Santa Sofia, dal 1990 (variazione toponomastica approvata dal Consiglio Comunale con Delibera nº 328 del 15 marzo 1990).

### Fonti primarie
- Erchemperto, Historiola Langobardorum Beneventi degentium Erchemperti, secolo IX

### Letteratura critica e storiografica
- Piero Adorno, L'Alto Medioevo, in L'arte italiana, Firenze, D'Anna, 1992,  Vol. 1, tomo II, pp. 558-579..
- Pierluigi De Vecchi, Elda Cerchiari, I Longobardi in Italia, in L'arte nel tempo, Milano, Bompiani, 1991,  Vol. 1, tomo II, pp. 305-317., ISBN 88-450-4219-7.
- Almerico Meomartini, I monumenti e le opere d'arte della città di Benevento, Benevento, De Martini, 1979.
- Mario Rotili, L'Arte nel Sannio, E.P.T., Napoli 1952
- Marcello Rotili, Benevento romana e longobarda. L'immagine urbana, Napoli, La Stampa di Ercolano, 1986.
- Sergio Rovagnati, I Longobardi, Milano, Xenia, 2003, ISBN 88-7273-484-3.
- Alfredo Zazo, Curiosità storiche beneventane, ed. De Martini, Benevento 1976

#### Atti e cataloghi
- Guida d'Italia - Campania, Touring Club Italiano, Milano 2005
- Giuseppina Bartolini Luongo, Benevento, storia, arte, folklore, Benevento, Gennaro Ricolo editore, 1990.